# ランナーズインフォメーション研究所
ランナーズインフォメーション研究所（ランナーズインフォメーションけんきゅうじょ）とは、観光庁が設立した研究所。2011年11月4日設立。所長は、元マラソン選手の高橋尚子。

## 概要
観光庁は、全国の道を観光地化し新たな観光需要を創出しようと「観光庁ランナーズインフォメーション研究所」を2011年11月4日に設立した。初代所長は、元マラソン選手の高橋尚子。
研究所では投稿をもとに道の魅力を再発見し、各界の専門家が推薦コースを選定する。コースは、ウェブサイトやiPhone向けアプリ「ランナーズインフォ」で紹介する。専門家には、ランナーの高橋尚子のほか有森裕子や建築家の青木淳、造園家の佐野藤右衛門らが名を連ね専門家は随時増員されていく。第一号認定コースは皇居「物語がある道」。
認定されたコース上には、研究所の認定であることを示すシンボルマークのパネルが掲示される。観光庁ではマラソンを有力な観光資源ととらえ、振興に取り組んでいる。国内の道を観光地化し、訪日外国人旅行の拡大につなげたい考え。高橋所長は「日本中に新しい観光名所を作り出し、日本を世界一行きたい国にしたい」と抱負を語り「日本にはまだ知られていない良い道がたくさんある。みなさんのおすすめの道の情報を待っています」と研究所への投稿を呼びかけている。新しい視点による観光資源開発を行う 。
ランナーのみならず、歩行者や自転車利用者についても、同じサイト内でウォーカーズインフォメーション研究所及びサイクリストインフォメーション研究所と称し、道の紹介を行なう。
2014年の一般社団法人日本スポーツツーリズム振興機構を経て、2019年から一般社団法人日本国際広報戦略機構（本社兵庫県芦屋市）を継ぐことになった。